# Státní okresní archiv Kladno
Státní okresní archiv Kladno je jedním z oddělení Státního oblastního archivu v Praze a sídlí v Kladně, Severní 3127. Vedoucí archivu je Mgr. Jana Cingrová.

## Fondy

### Fondy měst a obcí
- Kladno
- Slaný
- Velvary
- Unhošť
- Smečno
- Zlonice
- Lidice. Pro tuto obec se dochovaly dokumenty v archivních souborech Archiv obce, mj. kronika obce 1924-1932,  Římskokatolický farní úřad Lidice, Místní národní výbor Lidice, Společnost pro obnovu Lidic a Ležáků.
- a další

### Školní fondy
- piaristická kolej a následně Reálné gymnázium ve Slaném
- Reálné gymnázium v Kladně
- a další

### Osobní fondy
- František Josef Rež (1888–1969)
- Václav Davídek
- Josef Hora
- Vincenc Emanuel Koželuh (1780-1839), hudební skladatel
- Antonín Zápotocký
- a další

## Příklady archiválií

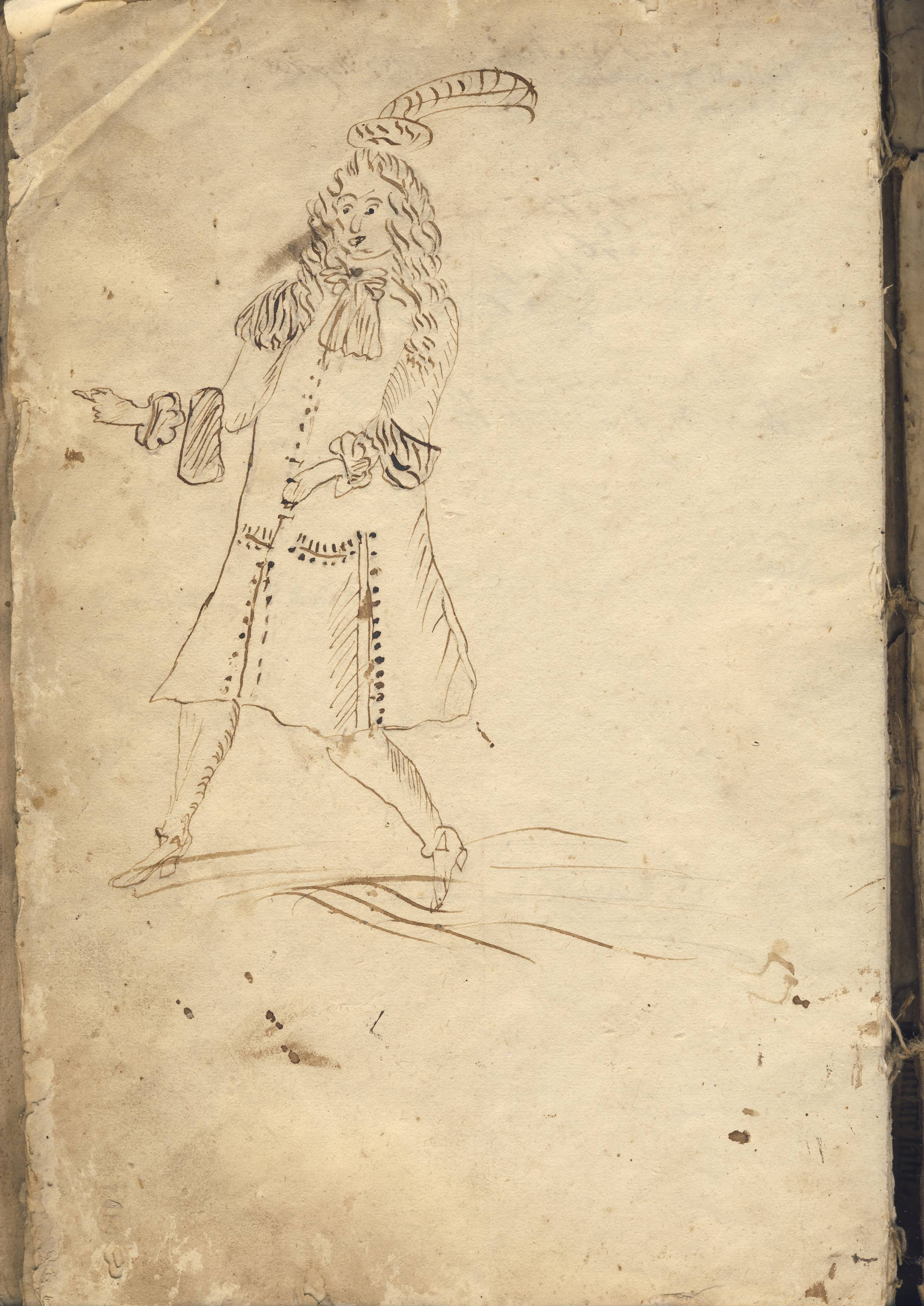
Perokresba měšťanského či šlechtického šviháka z počátku 18. století v účetní knize slánských hrnčířů. Cech hrnčířů Slaný, Kniha počtů (1655) 1656–1722 (1746), kn. 5.
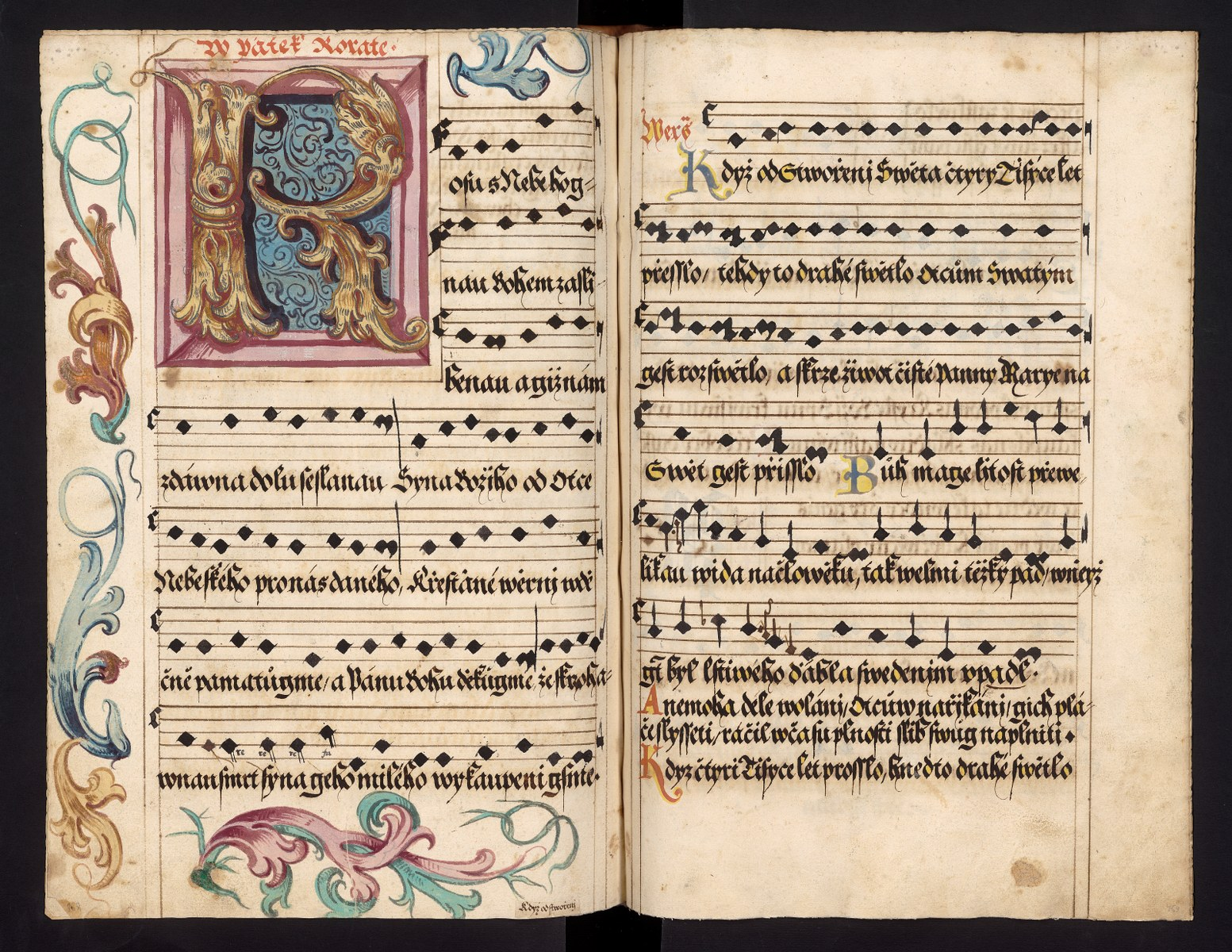
Úvod pátečních rorátů s iluminovanou iniciálou „R“ v knize ranních adventních zpěvů velvarských literátů. Literátské bratrstvo Velvary, Rorátník (kolem 1590 – kolem 1720), nezprac. fond.
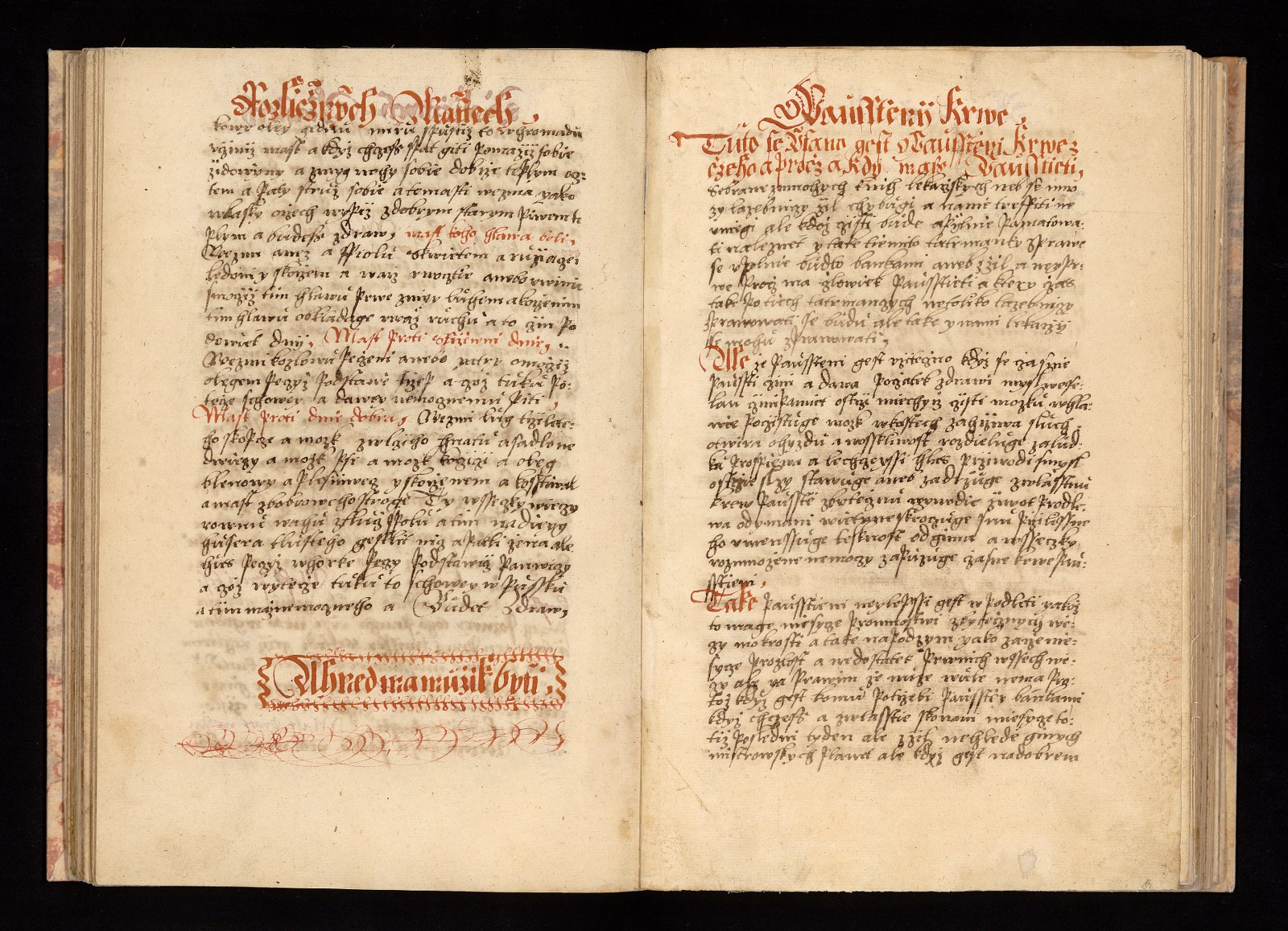
Recepty na masti a pojednání o pouštění žilou ve velvarské lékařské knize z roku 1574. Archiv města Velvary, nezprac. fond.
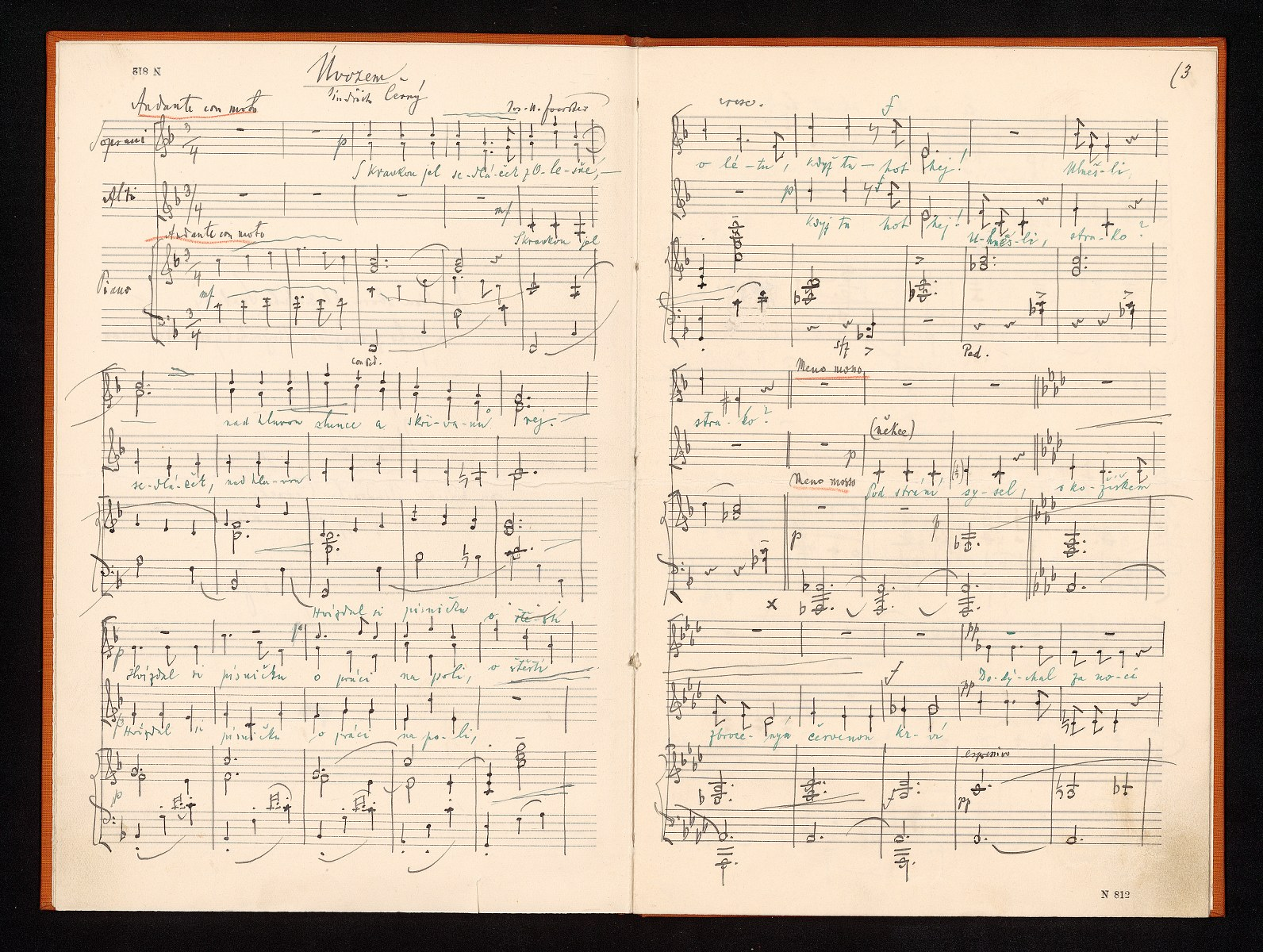
Rukopis skladby Úvozem Josefa Bohuslava Foerstera na text Jindřicha Černého z roku 1943. Spolek Smetana Kladno, i.č. 187.